# Endolepiotula
Endolepiotula is een monotypisch geslacht van schimmels behorend tot de familie Agaricaceae. Het geslacht bevat alleen Endolepiotula ruizlealii.